# Maksym Imerekow
Maksym Ihorowycz Imerekow, ukr. Максим Ігорович Імереков (ur. 23 stycznia 1991 w Makiejewce, w obwodzie donieckim) – ukraiński piłkarz, grający na pozycji obrońcy.

## Kariera piłkarska

### Kariera klubowa
Wychowanek klubu Szachtar Donieck, barwy którego bronił w juniorskich mistrzostwach Ukrainy (DJuFL). 6 czerwca 2008 rozpoczął karierę piłkarską w trzeciej drużynie Szachtara. Latem 2011 odszedł do Metałurha Zaporoże, a 26 listopada 2012 debiutował w Premier-lidze. 1 sierpnia 2013 wyjechał do Białorusi, gdzie został piłkarzem Biełszyny Bobrujsk. Na początku 2014 zasilił skład FK Ołeksandrija. 26 lipca 2016 podpisał kontrakt z klubem Tarpieda-BiełAZ Żodzino. 6 sierpnia 2017 przeszedł do cypryjskiego Ermisu Aradipu. 19 września 2018 został piłkarzem Desny Czernihów.

### Kariera reprezentacyjna
Występował w juniorskich reprezentacjach Ukrainy. W 2010 bronił barw młodzieżówki.

## Sukcesy

### Sukcesy klubowe
PFK Oleksandria
- mistrz Pierwszej ligi Ukrainy: 2014/15
- mistrz Pierwszej ligi Ukrainy: 2013/14